# Mogonono
Mogonono est une ville du Botswana.